# Madonna di San Sebastiano
La Madonna di San Sebastiano è un dipinto a olio su tavola (265x161 cm) di Correggio, databile al 1524 circa e conservato nella Gemäldegalerie di Dresda.

## Storia
L'imponente pala d'altare che oggi è conservata a Dresda era stata in realtà eseguita per la confraternita di San Sebastiano a Modena, con la probabile mediazione del sodale Francesco Grillenzoni, che il Vasari ricordava come "amicissimo del Correggio" e possessore del Matrimonio mistico di santa Caterina d'Alessandria alla presenza di san Sebastiano.
Non si sa esattamente quando ma considerazioni stilistiche, insieme alla presenza di san Rocco sulla destra del dipinto, un santo in genere invocato per la guarigione dalla peste, hanno fatto pensare che la commissione fosse connessa a una pestilenza e dacché è documentata una grave epidemia di peste a Modena nel 1523, si ritiene che la pala sia stata eseguita intorno al 1524. È brevemente ricordata da Vasari quando si trovava ancora nella sua collocazione originaria.
Nel Seicento Francesco I d'Este la volle per la propria galleria, dove l'opera fu ammirata da Francesco Scannelli che ne scrisse un elogio entusiasta. Come gran parte della collezione d'Este, anche questo dipinto fu acquistato nel 1746 da Augusto III di Sassonia che lo portò a Dresda dove ancora oggi si trova.
L'opera conobbe una precoce fortuna, come attestano un'incisione di Carlo Bertelli e una copia grafica di Federico Zuccari.

## Descrizione e stile
L'immagine è articolata in due parti, una superiore, divina, dove la Vergine attorniata da angioletti è assisa su una nuvola, e una inferiore, terrena, in cui stanno san Sebastiano sulla sinistra, san Geminiano vescovo di Modena, a cui una fanciulla porge un modellino della famosa cattedrale della città, e san Rocco addormentato sulla destra. La Vergine appare come in una visione celeste, forse la visualizzazione di un sogno dello stesso san Rocco che la avrebbe invocata per liberare la città dalla pestilenza: egli infatti ha la coscia perfettamente guarita dalle tipiche piaghe.
Una simile articolazione dello spazio e della narrazione si ritrova in opere celebri come la Madonna di Foligno di Raffaello.
Lo stile del Correggio in quegli anni era ormai arrivato a un livello di assoluta maturità, come testimonia l'eccezionale capacità di organizzare la scena intrecciando i gesti e gli sguardi delle figure e riservando un elegante contrapposto alla figura del vescovo che indica la Vergine all'osservatore verso cui rivolge il suo sguardo. Egli si impone quindi come vero trait d'union fra il mondo celeste evocato dalla parte alta della pala e il mondo terreno a cui egli stesso appartiene insieme agli osservatori. Il piano terreno slitta verso di noi, come ben s'intende nella figura angelica inconclusa che regge il modello della città, in basso a sinistra. Così ogni riguardante è compreso nella fluida scalata verso l'alto, e i due mondi - terrestre e celeste - davvero si compenetrano senza cesure: basta guardare quella gamba dell'angelo che trapassa la nube.
Questo artificio retorico, insieme all'estrema naturalezza con cui sono descritti i gesti dei personaggi e insieme a quel senso di movimento che pervade la scena, contribuisce a far percepire l'immagine in un insieme che pare dischiudersi e rinnovarsi, come in una sacra rappresentazione, ogni volta che viene colta dallo sguardo di un osservatore.
Simili soluzioni dal sapore prebarocco si ritrovano anche nelle pale successive, come l'altra grande ancona dipinta per Modena, la Madonna di San Giorgio, o l'Adorazione dei pastori dipinta per Reggio.